# Bernadette Rogé
Bernadette Rogé (1950), és una psicòlega francesa i professora de psicologia a la Universitat de Tolosa-Joan Jaurés. El seu treball sobre l'autisme, que ella defineix com un trastorn del neurodesenvolupament, és reconegut internacionalment. En particular, va crear una unitat d'avaluació d'autisme al CHU de Tolosa i la va dirigir durant 15 anys. Va ser membre sènior de l'Institut Universitari de França (2012-2017).
Presideix el comitè científic de l'associació per a la investigació sobre l'autisme i la prevenció d'inadaptacions (ARAPI), i va ser vicepresidenta de l'associació francesa de teràpia conductual i cognitiva.

## Punts de vista
Es va pronunciar contra el packing el 2009, al·legant que la seva justificació es basa en «concepcions psicoanalítiques que han demostrat estar equivocades».
El 2011, dona suport a la difusió del documental El mur. Es declara contrariada a l'enfocament psicoanalític de l'autisme, que descriu com una «idea polsegosa», i acull amb beneplàcit l'elecció de les recomanacions de l'Alta Autoritat de Salut francesa per excloure la psicoanàlisi d'enfocaments consensuals per a la gestió de l'autisme el 2012.
En 2011, elle soutient la diffusion du film documentaire Le Mur. Elle se déclare opposée à l'approche psychanalytique de l'autisme qu'elle qualifie d'« idée poussiéreuse », et salue le choix des recommandations de la Haute autorité de santé d'écarter la psychanalyse des approches consensuelles de prise en charge de l'autisme en 2012.

## Publicacions
- «Autisme : l'option biologique 1. Recherche», amb Jacqueline Nadel, Psychologie française, Grenoble, Pug, 1998
- (dir.) «Autisme : l'option biologique 2. Prise en charge», amb Jacqueline Nadel, Psychologie Française, Grenoble, Pug, 1998

## Distincions
- 2014 : Cavaller de la Legió d'Honor.[7]